# Baklava

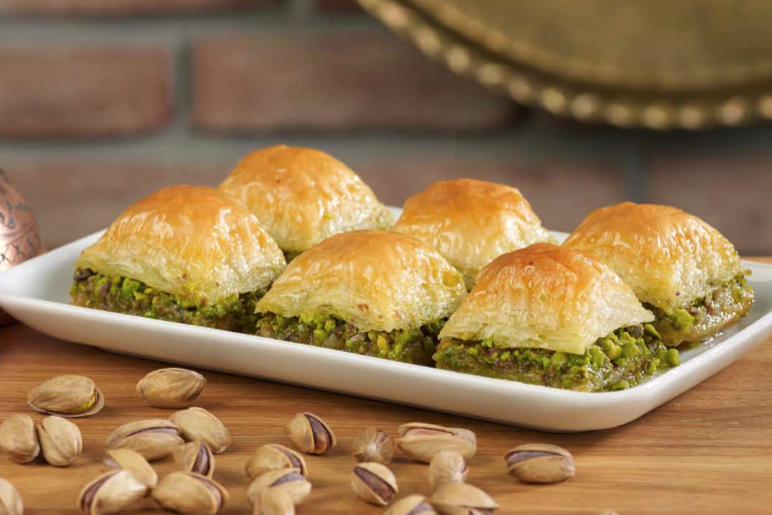
Baklava

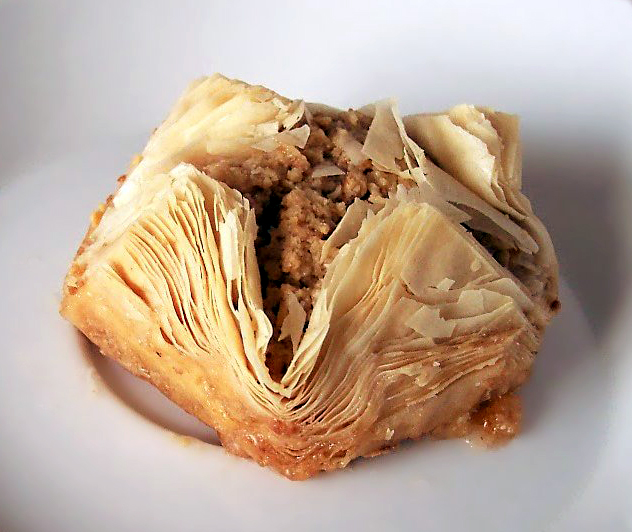

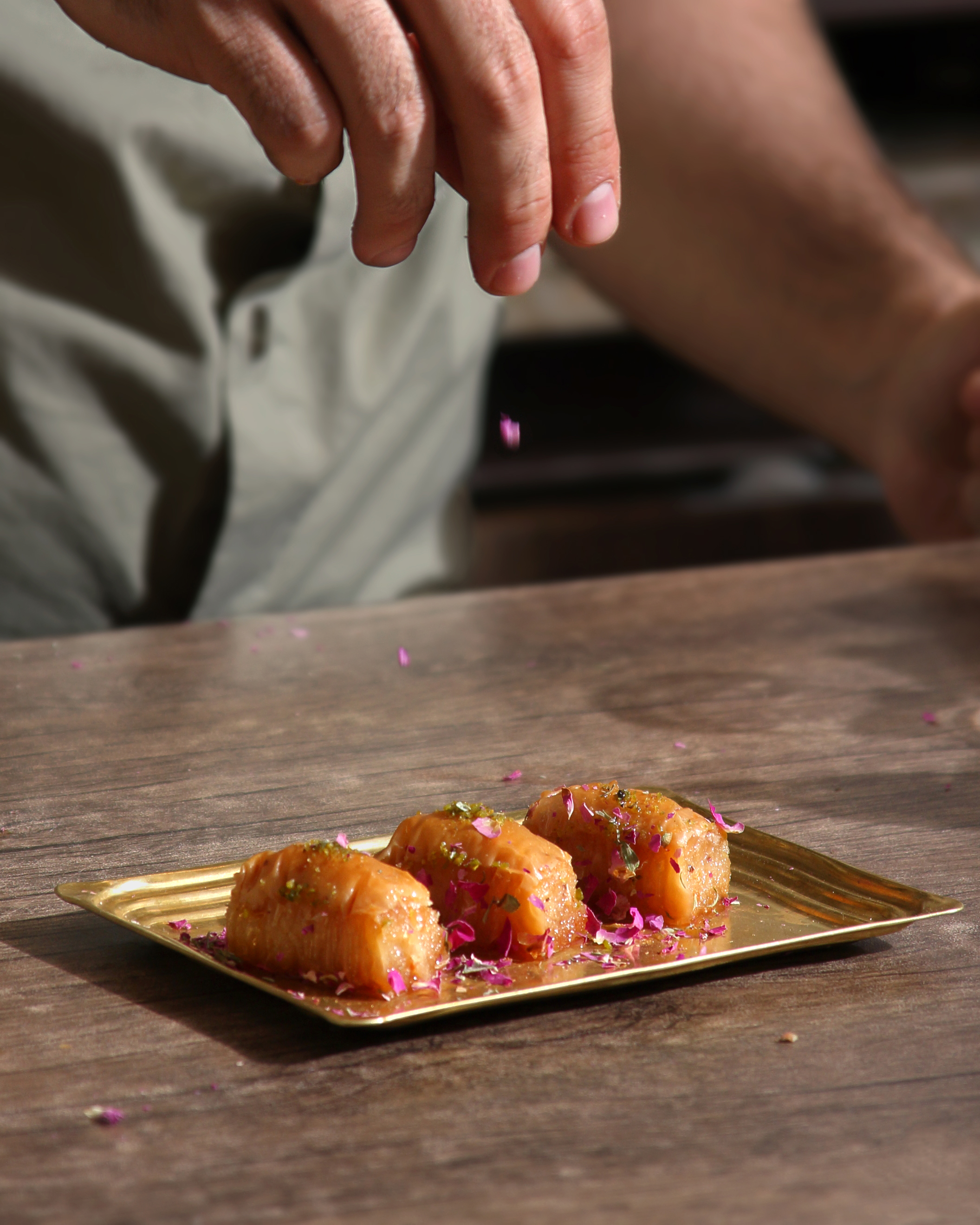

Baklava är ett sött bakverk i huvudsak nyttjat som dessert. Rätten har sitt ursprung i Topkapıpalatset i Istanbul i Osmanska riket.
Baklavan är vanlig bland länder kring Mellanöstern och på Balkanhalvön. Rätten består av filodeg med honung och nötter, såsom hackade valnötter, mandlar eller pistaschnötter. Baklavan gräddas och när den fortfarande är varm dränks den i en lag av honung, socker, kryddor och rosenvatten. Därefter skärs den i portionsbitar och serveras ofta till starkt, svart kaffe som anses kontrastera mot baklavans sötma.